# 류관유 (가수)
류관유(중국어 정체자: 劉冠佑, 병음: Liú Guànyòu, 한자음: 유관우, 영어: Neil Liu, 2002년 5월 14일 ~ )는 중화민국의 가수이자 무용가이다.